# 布雷克諾克郡
布雷克諾克郡（英語：Brecknockshire）是威爾斯的13個歷史上的郡之一。布雷克諾克郡位於威爾斯的南部，主要城市有布雷肯。據2011年人口普查，布雷克諾克郡有人口42,075人。